# Felice Soldini
Felice Soldini (* 26. Oktober 1915 in Melide; † 15. Januar 1971) war ein Schweizer Fussballspieler.

## Karriere

### Vereine
Soldini spielte im Seniorenbereich von 1940 bis 1942 in der Gruppe Ost der zweitklassigen 1. Liga für die AC Bellinzona. In der Saison 1942/43 war er für den FC Lugano in der Nationalliga aktiv, bevor er zur AC Bellinzona zurückkehrte und als Meister aus der Gruppe Ost hervorging. Mit dem mit 5:3 gewonnenen Entscheidungsspiel um den Aufstieg gegen den Meister der Gruppe West, International Genève, kehrte er mit seiner Mannschaft in die Nationalliga zurück, der er bis zum Ende seiner Spielerkarriere 1952 angehören sollte. Am Saisonende 1947/48 gewann er mit seiner Mannschaft mit einem Punkt Vorsprung auf den FC Biel-Bienne die Schweizer Meisterschaft – die einzige des Vereins bis heute.

### Nationalmannschaft
Soldini bestritt sein einziges Länderspiel für die A-Nationalmannschaft, als diese am 18. September 1949 in Luxemburg das Erstrunden-Rückspiel der WM-Qualifikationsgruppe 4 gegen die Nationalmannschaft Luxemburgs mit 3:2 gewann.
Er gehörte dem Kader für die vom  24. Juni bis zum 16. Juli 1950 in Brasilien ausgetragene Weltmeisterschaft an, wurde in den drei Spielen der Gruppe 1 jedoch nicht eingesetzt.

## Erfolge
- Schweizer Meister 1948